# Unter deutschen Dächern
Unter deutschen Dächern ist eine ARD-Dokumentationsreihe von Radio Bremen mit der Idee, gesellschaftliches und kulturelles Alltagsleben der Deutschen wiederzugeben und innenpolitisch brisante Themen aufzugreifen. Die erste Folge „Hauptbahnhof, Frankfurt“ wurde am 11. November 1979 ausgestrahlt. Im Winter 2014/15 sollte eine neue Staffel von „Unter deutschen Dächern“ im NDR/RB-TV als crossmediale Projekt ausgestrahlt werden. Die Sendereihe wurde von Dieter Ertel und Elmar Hügler konzipiert. Insgesamt wurden rund 130 Sendungen (Stand: 2005) unter diesem Titel ausgestrahlt.
Unter anderem wirkten mit: Wieland Backes, Arne Birkenstock, Luisa Francia, Gero Gemballa, Egmont R. Koch, Dieter Köster, Michael Möller, Marc Wiese und Freddie Röckenhaus.

## Episoden (Auswahl)
- Hauptbahnhof, Frankfurt (1979)
- Gepflegter Abschied (1981). Dafür erhielt Constantin Pauli 1982 den Adolf-Grimme-Preis mit Silber.
- Die kleine Freiheit (1982)
- Bauer Ewalds Wirtschaftswunder (1983). Dafür erhielt Constantin Pauli 1985 den Ernst-Schneider-Preis (Sonderpreis).
- Nur in der Fremde ist der Fremde fremd (1984), von Luisa Francia
- Und ewig stinken die Felder (1984). Dafür erhielten Nina Kleinschmidt und Wolf-Michael Eimler 1985 den Adolf-Grimme-Preis mit Bronze.
- Geld spielt keine Rolle über den Mythos Deutsche Bank (1989)
- Die Erben des Dr. Barschel (1989). Dafür erhielten Cordt Schnibben und Christian Berg 1990 den Adolf-Grimme-Preis mit Gold.
- Der geschundene Berg – Die Zugspitze (1989). Dafür erhielten Axel Engstfeld und Bernd Mosblech 1990 den Adolf-Grimme-Preis mit Silber.
- Die Anstalt. Akteneinsicht in Deutschlands Rentenbehörde (1990)
- Der Ami geht heim (1992). Dafür erhielten Christian Bauer und Jörg Hube 1993 den Adolf-Grimme-Preis mit Bronze.
- Alles unter Kontrolle (1993)
- Das soll Liebe sein? (1994), mit Matthias T. J. Grimme[4]
- Die Erbsenzähler (1995)
- Verdrängt. Vergessen. Verkauft. Im Vietnamesenghetto von Berlin (1995). 1996 erhielten die Autoren Michael Möller und Marc Wiese dafür den CIVIS.[5]
- Der Berg ruft (1997)
- Jobretter/Jobkiller (1997)
- Truckstop Geiselwind (1999)
- Man sieht ja mit den Ohren – Über den Fußballwahnsinn Samstags im Radio (1999), Buch & Regie Arne Birkenstock und André Schäfer
- Von Rechthabern und Streithähnen – Beobachtungen in Deutschlands kleinstem Amtsgericht (2000), Buch & Regie Arne Birkenstock und André Schäfer